# Меридіан печінки (XII)

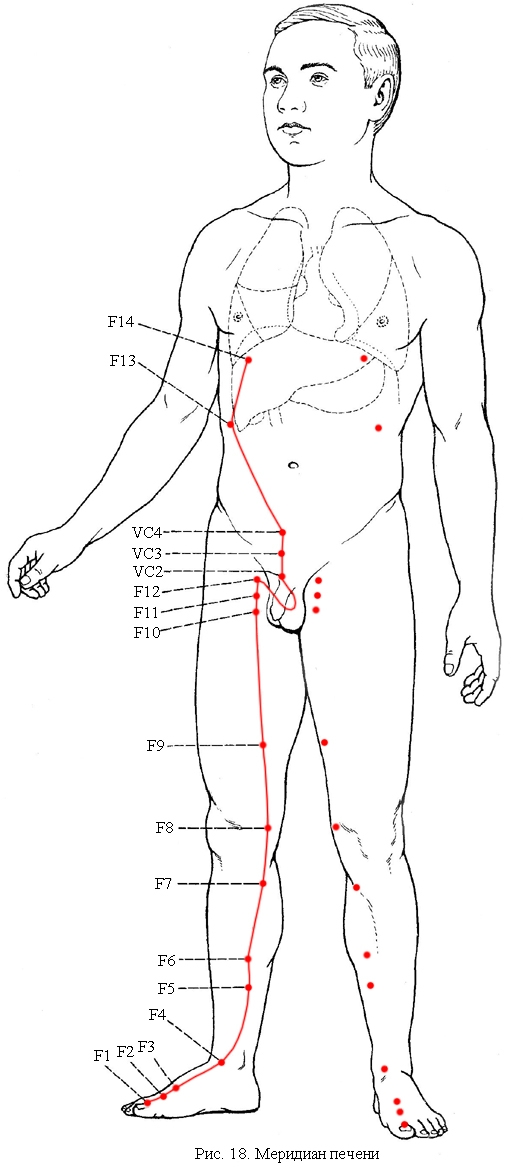
Розміщення меридіана на тілі людини

Меридіан печінки — парний, симетричний, доцентровий, належить до системи Їнь. Налічує по 14 пунктів акупунктури на кожному боці.
Позначають як, цифрами — XII, літерами — F(фр.), Le(нім.), Li (Liv)(англ.), наприклад: 1XII, F1, Le1, Li1 («велике сховище» — перший пункт меридіана печінки).
Часом найвищої активності меридіана є 01.00-03.00, пасивності — 13.00-15.00.

## Точки на меридіані
1 Да-дань (大敦, dà-dūn — велике сховище) — розташована на 3 мм від ложа нігтя на зовнішній стороні великого пальця. Топографічна анатомія: тильна артерія стопи (гілка передньої великогомілкової артерії), тильний нерв стопи (гілка глибокого малогомілкового нерва). Глибина уколу 3 мм. Покази: захворювання травного каналу; нетримання сечі, біль у статевому члені, діабет, аменорея.
2 Синь-цзянь (ділянка ходу) — між головками I—II плеснових кісток. Топографічна анатомія: та ж. Глибина уколу 10 мм. Показання: захворювання сечостатевих органів, печінки, харчового каналу, хвороби серця, діабет, зубний біль, гінгівіт, безсоння, міжреберна невралгія, біль у п'яті. Надає протиспастичну дію на гладку мускулатуру.
3 Тай-чун — у найвужчому місці між I і II плесновими кістками. Топографічна анатомія: тильна артерія стопи і глибокий малогомілковий нерв. Глибина уколу 10 мм. Покази: міжреберна невралгія, біль у попереку, недостатнє скорочення матки після пологів; спазми тонкої кишки і органів малого таза.
4 Чжун-фен — на тильній поверхні стопи під впадиною наперед від медіальної кісточки. Топографічна анатомія: та ж. Глибина уколу 12 мм. Показання: захворювання сечостатевих органів і нижніх кінцівок
5 Лі-гоу — у заднього краю великогомілкової кістки, вище верхнього краю медіальної кісточки на 5 цунів. Топографічна анатомія: гілки задньої великогомілкової артерії, шкірні нерви гомілки, великогомілковий нерв. Глибина уколу 10 мм. Покази: кишкова колька, пароксизмальна тахікардія, захворювання сечостатевих органів, спинномозкове порушення, свербіж.
6 Чжун-ду — у заднього краю великогомілкової кістки, вище верхнього краю медіальної кісточки на 7 цунів. Топографічна анатомія: та ж. Глибина уколу 10 — 15 мм. Показання: захворювання суглобів нижніх кінцівок і сечостатевих органів.
7 Сі-гуань — дозаду і донизу від виростка великогомілкової кістки, ззаду від точки їнь-лін-цюань RP.9 на 1 цунь, нижче нижнього краю надколінка на 2 цуня. Топографічна анатомія: гілки підколінної артерії, шкірні гілки великогомілкового нерва. Глибина уколу 12 мм. Покази: гонті, біль в нижніх кінцівках.
8 Цюй-цюань — ззаду від медіального надвиростка стегнової кістки, допереду від місця прикріплення напівперетинчатого м'яза, на рівні середини подколінної ямки. Топографічна анатомія: гілки артеріальної мережі колінного суглоба, задній шкірний нерв стегна і гомілки. Глибина уколу 12 — 20 мм. Покази: захворювання сечостатевих органів і нижніх кінцівок; свербіж, набряк і біль у зовнішніх статевих органах.
9 Їнь-бао — у передньому краю напівперетинчатого м'яза, вище верхнього краю надколінка на 4 цуня. Топографічна анатомія: і глибина уколу — ті ж. Показання: судоми, затримка сечі, порушення менструального циклу.
10 Цзу-у-лі — у зовнішнього краю довгою привідного м'яза, нижче рівня промежини на 1 цунь. Топографічна анатомія: зовнішня клубова артерія клубово-пахововий нерв і затульний нерв. Глибина уколу 15 — 20 мм Показання: загальна пітливість і безсоння, екзема мошонки.
11 Їнь-лянь — у переднього краю довгою привідного м'яза стегна, на рівні промежини. Топографічна анатомія: та ж. Глибина уколу 10 мм. Показання: стягувальний біль у стегні, болі, свербіж в ділянці зовнішніх статевих органів, розлади менструального циклу, безпліддя.
12 Цзі-май — під точкою ці-чун E.30, зовні і донизу від лобкового горбка. Топографічна анатомія: у чоловіків в цій області проходить м'яз, що підіймає яєчко, у жінок — кругла маткова зв'язка; розгалужується зовнішня клубова артерія, клубово-паховий нерв і стегнова гілка пахового нерва, попереково-паховий нерв. Точку використовувати для точкового масажу не рекомендується.
13 Чжань-мень — перед вільним кінцем XI ребра, на четвертій бічній лінії живота Топографічна анатомія: міжреберна артерія і міжреберні нерви, права точка відповідає нижньому краю печінки, ліва — нижньому краю селезінки. Глибина уколу 20 — 25 мм. Покази: захворювання органів дихання, травного каналу печінки, жовчного міхура, глистова інвазія, люмбаго, гіпертонічна хвороба.
14 Ці-мень — на місці перетину среднеключичної лінії із реберною дугою. Практично відповідає шостому межреберрю. Топографічна анатомія: надчревна верхня артерія шкірні гілки міжреберних нервів Глибина уколу 12 мм. Покази: ті ж.